# Jim Reeves

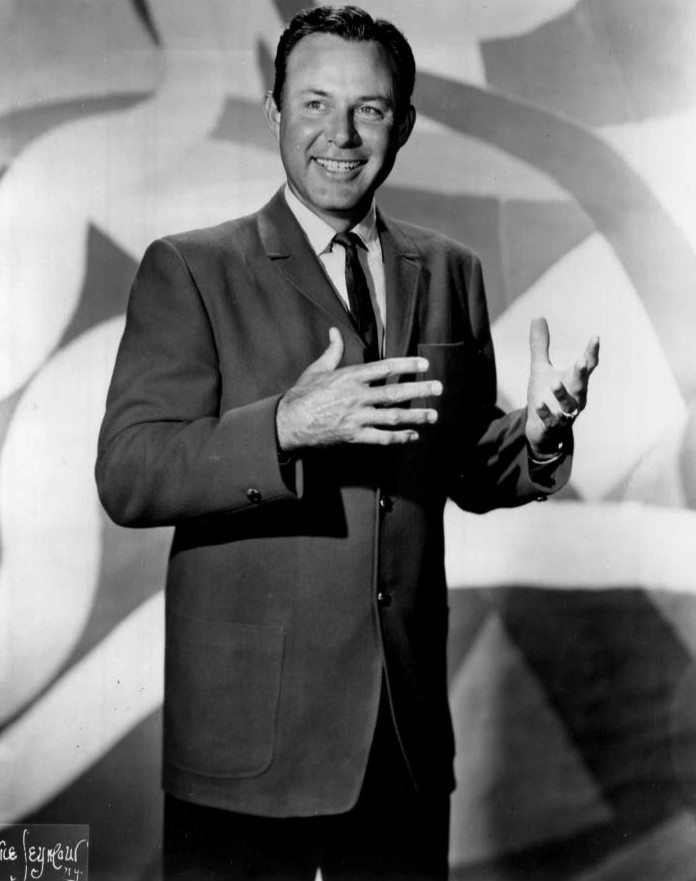
Jim Reeves, 1963

James Travis „Jim“ Reeves (* 20. August 1923 in Galloway, Texas; † 31. Juli 1964 in Nashville, Tennessee) war ein US-amerikanischer Countrysänger.

## Leben

### Anfänge
Jim Reeves stammt aus einer armen, kinderreichen Familie. Er und seine Geschwister wurden nach dem frühen Tod des Vaters von der Mutter alleine großgezogen. Reeves begann bereits mit fünf Jahren Gitarre zu spielen. Sein Idol war Jimmie Rodgers. Neben seiner musikalischen Begabung war er auch als Sportler erfolgreich und strebte zunächst eine Karriere als professioneller Baseball-Spieler an. Eine Knöchelverletzung bedeutete aber das Ende seiner sportlichen Ambitionen.
1947 heiratete er die Lehrerin Mary White. Er versuchte sich in verschiedenen Jobs und trat nebenher als Sänger auf. Es wurden auch 1949/1950 zwei Singles bei dem kleinen Label „Macy’s“ produziert, die jedoch erfolglos blieben. Schließlich arbeitete er als Diskjockey für verschiedene Radiosender. 1952 wurde er Ansager der populären Show Louisiana Hayride. Hier ergaben sich Gelegenheiten für eigene Auftritte. So sprang er eines Tages für Hank Williams ein, der kurzfristig abgesagt hatte, und wurde an diesem Abend von Fabor Robinson, dem Besitzer des kleinen Labels Abbott Records, entdeckt.

### Karriere
Bereits seine zweite Single für „Abbott“, Mexican Joe, erreichte 1953 Platz eins der Country-Charts und notierte in den US-Single-Charts immerhin auf Platz 23. 1954 konnte sich seine fünfte Single Bimbo an der Spitze der Country Charts platzieren. Es folgten weitere Top-Ten-Hits, und 1954 veröffentlichte Abbott die LP Jim Reeves Sings. Jim Reeves war so erfolgreich, dass RCA ihn 1955 aus dem laufenden Vertrag herauskaufte. Im selben Jahr trat er der Grand Ole Opry bei. Seine erste RCA-Single Yonder Comes A Sucker schaffte es bis Platz vier. Sie stellte den Beginn einer langen Serie von Hits dar, die bis über seinen Tod hinaus anhalten sollte.
1957 wurde Four Walls veröffentlicht. Mit der Platte gelang ihm erstmals auch der Sprung in die oberen Ränge der Billboard Top 100 auf Platz 11. Der Erfolg dieser Ballade führte zu einem Stilwechsel. Hatte Reeves bisher überwiegend klassische Countrysongs eingespielt, so wurden ab diesem Zeitpunkt sanftere und romantischere Töne angeschlagen. Seine folgenden Platten wurden im Nashville Sound produziert, wobei traditionelle Country-Instrumente wie Fiddle, Banjo und Steel-Gitarre durch Piano, Streichorchester und Backgroundchöre ersetzt wurden. Alle Platten wurden in den RCA-Studios in Nashville aufgenommen und fast alle von Chet Atkins produziert. Mit diesem Country-Pop konnte ein sehr viel größeres Publikum erreicht werden. 1959 wurde sein größter Hit veröffentlicht: He'll Have to Go. Dieser Song verblieb vierzehn Wochen auf Platz eins der Country Charts und erreichte einen zweiten Platz in den US-Single-Charts. Dieser Song bedeutete für Reeves den internationalen Durchbruch: Zwar erreichte der Titel in Großbritannien nur Platz 11, wurde jedoch ein Nummer-eins-Hit in Kanada, Norwegen und Australien. Es folgten Tourneen nach Europa und Südafrika.
Seine Erfolgssträhne in den Country Charts hielt an: 1962 Platz zwei mit Adios Amigo, ebenso 1964 mit Welcome to My World und 1964 Platz eins mit I Guess I’m Crazy, das von Werly Fairburn stammte. Bei einem seiner letzten Auftritte in der Louisiana Hayride hatte Reeves Fairburn den Song spielen hören und nahm ihn daraufhin selbst auf. Die Single erschien kurz nach seinem Tod. 1964 war er auf einer Tournee mit Chet Atkins, Bobby Bare und den Anita Kerr Singers auch noch einmal nach Deutschland gekommen. Dabei entstand in Hamburg und Berlin die Live-LP Nashville Stars On Tour, und RCA plante sogar deutsche Aufnahmen mit Jim Reeves.
Unmittelbar nach seinem Tod setzte ein regelrechter „Jim Reeves Boom“ ein und brachte spektakuläre Erfolge in den Country Charts: Das im Juni 1964 veröffentlichte I Guess I’m Crazy erreichte Platz 1, im selben Jahr folgte noch I Won’t Forget You auf Platz 3; 1965 belegten This Is It und Is It Really Over den Spitzenplatz, Snow Flake kam auf Platz 2; 1966 landeten Distant Drums, Blue Side Of Lonesome und I Won’t Come In While He’s There auf Platz 1, Am I Losing You auf Platz 8. Bis 1974 war er mit mindestens einer Single pro Jahr in den Top 20 der Country Charts vertreten. Nachdem das Interesse an Platten von Reeves in der zweiten Hälfte der 1970er Jahre nachließ, kam die Plattenfirma RCA auf die Idee, weibliche Stimmen in die Aufnahmen hinein zu mischen. 1979 und 1980 wurden drei Singles veröffentlicht, auf denen die Stimme von Deborah Allen hinzugefügt wurde, alle drei Singles erreichten Plätze unter den ersten zehn. Der 1981 erschienene Song Have You Ever Been Lonely war ein zusammengemischtes Duett mit Patsy Cline und erreichte Platz 5.
Zwar landeten alle seine Singles, die zwischen 1956 und 1966 veröffentlicht wurden, in den Top Ten der Country Charts, sein Erfolg auf dem Pop-Sektor blieb jedoch in den USA eher bescheiden: Er hatte in all den Jahren nur zwei Top 20 Hits: Four Walls (1957 Platz 11) und He’ll Have To Go (1959 Platz 2). Von den zahlreichen Alben, die er in den USA veröffentlichte, schafften vier den Sprung unter die ersten vierzig in den LP Charts. Für seine Alben The Best Of Jim Reeves und Distant Drums erhielt er posthum jeweils eine Goldene Schallplatte verliehen.

### Internationale Erfolge
In Großbritannien war Reeves auf dem Pop-Sektor sehr viel erfolgreicher als in den USA: 13 Singles erreichten zwischen 1960 und 1969 Platzierungen in den Top 20. Zu seinen Hits der frühen 1960er-Jahre gehörte der Song Just Walk On By. An die Spitze der Single Hitparade konnte er sich in folgenden Ländern setzen: Kanada, Norwegen, Irland, Großbritannien, einen zweiten Platz erreichte er in den USA und Südafrika. Ungewöhnlich hoch war seine Popularität in Norwegen, wo er mit drei Songs Spitzenreiter der Single-Charts wurde, fünf Mal einen zweiten Platz belegte und zwischen 1960 und 1967 mit insgesamt 15 Titeln in den Top 10 vertreten war. In Deutschland hatte Jim Reeves zu seinen Lebzeiten keine Erfolge, erst mit der nach seinem Tode erschienenen Single Distant Drums schaffte Reeves ein einziges Mal den Sprung in die deutschen Charts, wo die Platte Platz 37 erreichte.
Als Beispiel dafür, dass RCA bemüht war, Jim Reeves international auf verschiedenen Plattenmärkten zu etablieren, sei Südafrika erwähnt: 1962 erschien das Album In Suid Africa (RCA 31630), auf dem Titel von Reeves, Chet Atkins und Floyd Cramer zu hören sind. Ein Solo-Album von Reeves Jy Is My Liefling (RCA 31671) erschien 1963. Auf beiden Alben sind alle Lieder auf Afrikaans.

### Filmschauspieler
1964 spielte Jim Reeves die Hauptrolle in dem Film Kimberley Jim, die Geschichte eines Mannes aus den Südstaaten, der bei dem Diamantenrausch um 1900 in Südafrika reich werden will. Emil Nofal produzierte den Film, führte Regie und schrieb das Drehbuch, ein nach Südafrika verlegter Western. Neben Reeves spielten Madeleine Usher und Clive Parnell weitere Hauptrollen, Arrangeur und musikalischer Direktor dieses Musikfilms war Bill Walker.

### Früher Tod

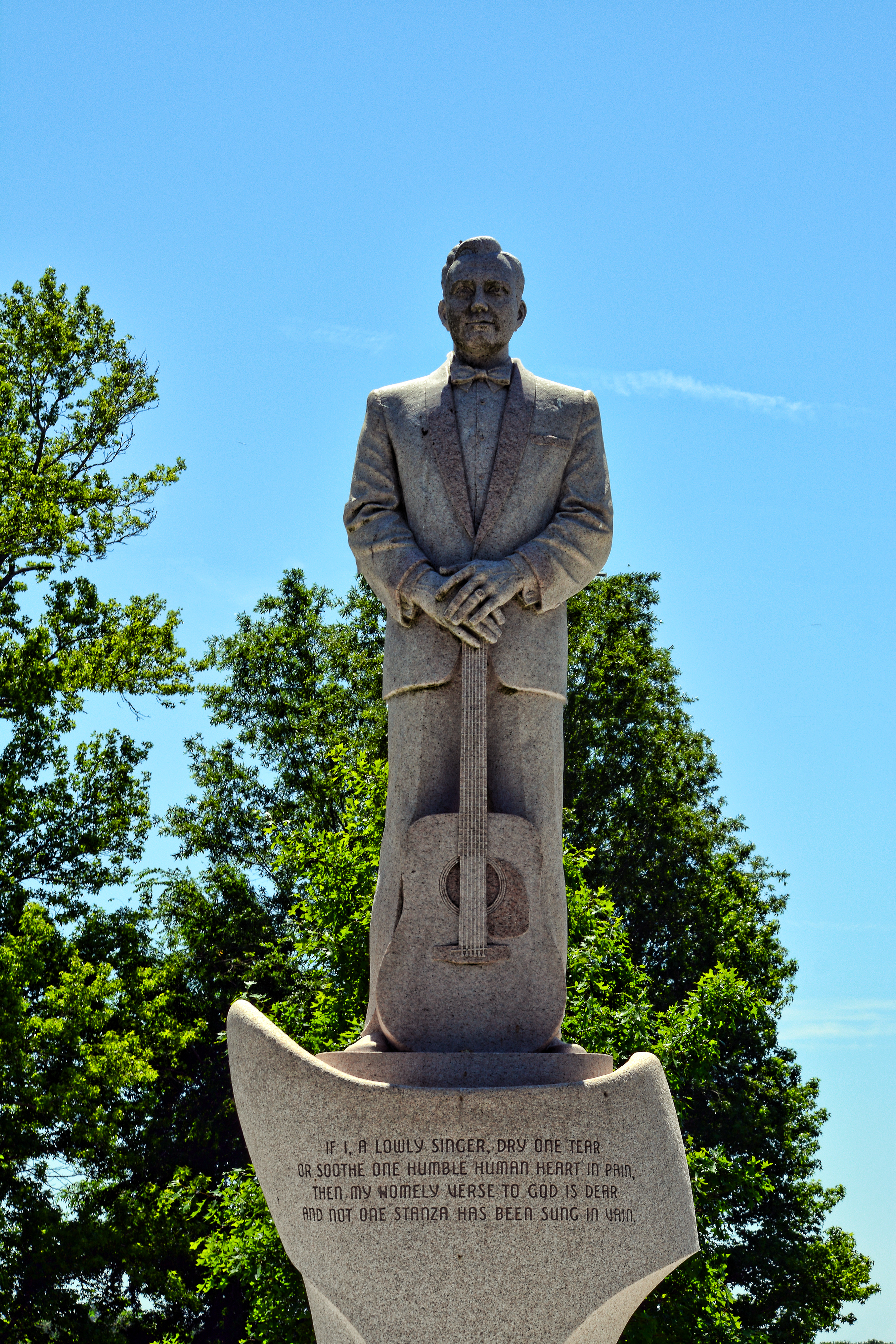
Jim-Reeves-Denkmal in der Nähe von Carthage

Am 31. Juli 1964 kam Jim Reeves zusammen mit Dean Manuel, seinem Pianisten und Manager, bei einem Flugzeugabsturz ums Leben. Ihr Kleinflugzeug zerschellte während eines Unwetters beim Landeanflug auf Nashville. Ihm wurde 1965 in Texas ein Denkmal errichtet.
Die Popularität des Sängers mit der samtweichen Baritonstimme nahm nach seinem Tod weiter zu. Es wurden etliche Archiv-Songs veröffentlicht, die sich hervorragend verkauften. Bis in die frühen 1970er Jahre hinein konnte Jim Reeves Spitzenplätze in den Hitparaden erobern. Gelegentlich tauchte er noch in den 1980er Jahren in den Top Ten auf.
1967 erhielt „Gentleman Jim“ posthum die höchste Auszeichnung, die die Country-Musik zu vergeben hat: die Aufnahme in die Country Music Hall of Fame.

## Diskografie
Alben

| Jahr | Titel                                   | Höchstplatzierung, Gesamtwochen/‑monate, AuszeichnungChartplatzierungen (Jahr, Titel, Platzierungen, Wochen/Monate, Auszeichnungen, Anmerkungen) | Höchstplatzierung, Gesamtwochen/‑monate, AuszeichnungChartplatzierungen (Jahr, Titel, Platzierungen, Wochen/Monate, Auszeichnungen, Anmerkungen) | Höchstplatzierung, Gesamtwochen/‑monate, AuszeichnungChartplatzierungen (Jahr, Titel, Platzierungen, Wochen/Monate, Auszeichnungen, Anmerkungen) | Höchstplatzierung, Gesamtwochen/‑monate, AuszeichnungChartplatzierungen (Jahr, Titel, Platzierungen, Wochen/Monate, Auszeichnungen, Anmerkungen) | Anmerkungen     |
| Jahr | Titel                                   | DE | UK | US | Country | Anmerkungen     |
| ---- | --------------------------------------- | --- | --- | --- | --- | --------------- |
| 1960 | He’ll Have to Go                        | — | UK16 (4 Wo.)UK | US18 (24 Wo.)US | — |                 |
| 1962 | A Touch of Velvet                       | — | UK8 (11 Wo.)UK | US97 (11 Wo.)US | — |                 |
| 1963 | International Jim Reeves                | — | UK11 (17 Wo.)UK | — | Country18 (1 Wo.)Country |                 |
| 1963 | Good ’N’ Country                        | — | UK10 (35 Wo.)UK | — | Country13 (10 Wo.)Country |                 |
| 1963 | Twelve Songs of Christmas               | — | UK3 Silber · (22 Wo.)UK | — | — |                 |
| 1964 | The Best Of Jim Reeves                  | DE26 (2 Mt.)DE | UK3 Silber · (47 Wo.)UK | US9 Gold · (43 Wo.)US | Country1 (48 Wo.)Country |                 |
| 1964 | Gentleman Jim                           | — | UK3 (23 Wo.)UK | — | — |                 |
| 1964 | The Intimate Jim Reeves                 | — | UK8 (19 Wo.)UK | — | — |                 |
| 1964 | God Be With You                         | — | UK10 (10 Wo.)UK | — | — |                 |
| 1964 | Moonlight and Roses                     | — | UK2 (52 Wo.)UK | US30 (30 Wo.)US | Country1 (31 Wo.)Country |                 |
| 1964 | Country Side of Jim Reeves              | — | UK12 (5 Wo.)UK | — | — |                 |
| 1964 | We Thank Thee                           | — | UK17 Silber · (3 Wo.)UK | — | — |                 |
| 1964 | Have I Told You Lately That I Love You? | — | UK12 (5 Wo.)UK | — | Country5 (17 Wo.)Country |                 |
| 1965 | The Jim Reeves Way                      | — | UK16 (4 Wo.)UK | US45 (13 Wo.)US | Country2 (31 Wo.)Country |                 |
| 1965 | Up Through the Years                    | — | — | — | Country1 (24 Wo.)Country |                 |
| 1966 | The Best Of Jim Reeves Volume II        | — | — | US100 (6 Wo.)US | Country4 (15 Wo.)Country |                 |
| 1966 | Distant Drums                           | — | UK2 (34 Wo.)UK | US21 Gold · (29 Wo.)US | Country1 (32 Wo.)Country |                 |
| 1966 | Yours Sincerely, Jim Reeves             | — | — | — | Country3 (33 Wo.)Country |                 |
| 1967 | Blue Side Of Lonesome                   | — | — | US185 (5 Wo.)US | Country3 (20 Wo.)Country |                 |
| 1968 | My Cathedral                            | — | UK48 (2 Wo.)UK | — | Country39 (4 Wo.)Country |                 |
| 1968 | A Touch of Sadness                      | — | UK15 (6 Wo.)UK | — | Country3 (29 Wo.)Country |                 |
| 1968 | Jim Reeves On Stage                     | — | UK13 (4 Wo.)UK | — | Country5 (25 Wo.)Country |                 |
| 1969 | According To My Heart                   | — | UK1 (14 Wo.)UK | — | — |                 |
| 1969 | Jim Reeves and Some Friends             | — | UK24 (4 Wo.)UK | — | Country18 (13 Wo.)Country |                 |
| 1969 | The Best of Jim Reeves Volume III       | — | — | — | Country12 (35 Wo.)Country |                 |
| 1971 | Jim Reeves Writes You a Record          | — | UK47 (2 Wo.)UK | — | Country34 (15 Wo.)Country |                 |
| 1971 | Something Special                       | — | — | — | Country13 (14 Wo.)Country |                 |
| 1971 | Jim Reeves’ Golden Records              | — | UK9 Gold · (21 Wo.)UK | — | — |                 |
| 1971 | Girls I Have Known                      | — | UK35 (5 Wo.)UK | — | — |                 |
| 1972 | My Friend                               | — | UK32 (5 Wo.)UK | — | Country18 (12 Wo.)Country |                 |
| 1972 | Missing You                             | — | — | — | Country9 (18 Wo.)Country |                 |
| 1973 | Am I That Easy to Forget                | — | — | — | Country11 (13 Wo.)Country |                 |
| 1973 | Great Moments With Jim Reeves           | — | — | — | Country32 (11 Wo.)Country |                 |
| 1974 | I’d Fight the World                     | — | — | — | Country13 (13 Wo.)Country |                 |
| 1974 | The Best of Jim Reeves Sacred Songs     | — | — | — | Country37 (5 Wo.)Country |                 |
| 1975 | Songs of Love                           | — | — | — | Country34 (11 Wo.)Country |                 |
| 1975 | 40 Golden Greats                        | — | UK1 Platin · (25 Wo.)UK | — | — |                 |
| 1976 | I Love You Because                      | — | — | — | Country24 (8 Wo.)Country |                 |
| 1976 | A Legendary Performer                   | — | — | — | Country25 (6 Wo.)Country |                 |
| 1977 | It’s Nothin’ to Me                      | — | — | — | Country32 (6 Wo.)Country |                 |
| 1978 | Jim Reeves                              | — | — | — | Country50 (2 Wo.)Country |                 |
| 1979 | Don’t Let Me Cross Over                 | — | — | — | Country23 (31 Wo.)Country |                 |
| 1980 | Country Gentleman                       | — | UK53 (4 Wo.)UK | — | — |                 |
| 1980 | There’s Always Me                       | — | — | — | Country56 (7 Wo.)Country |                 |
| 1981 | Greatest Hits                           | — | UK— GoldUK | — | Country8 (23 Wo.)Country | mit Patsy Cline |
| 1983 | The Jim Reeves Medley                   | — | — | — | Country65 (2 Wo.)Country |                 |
| 1992 | The Definitive Jim Reeves               | — | UK9 (10 Wo.)UK | — | — |                 |
| 1996 | The Ultimate Collection                 | — | UK17 Gold · (9 Wo.)UK | — | — |                 |
| 2003 | Gentleman Jim - Definitive Collection   | — | UK21 Gold · (12 Wo.)UK | — | — |                 |
| 2004 | Gentleman Jim – Memories Are Made Of    | — | UK35 (4 Wo.)UK | — | — |                 |
| 2009 | The Very Best Of                        | — | UK17 Platin · (7 Wo.)UK | — | — |                 |
| 2009 | The Only Jim Reeves Album You’ll Ever   | — | UK17 (7 Wo.)UK | — | — |                 |

grau schraffiert: keine Chartdaten aus diesem Jahr verfügbar